# Волков, Сергей Александрович (футболист)
Сергей Александрович Волков (бел. Сяргей Волкаў; род. 27 января 1999, Полоцк, Витебская область) — белорусский футболист, полузащитник клуба «Кубань». Выступал в сборной Беларуси.

## Карьера

### «Витебск»

#### Аренда в «Оршу»
Футболом начинал заниматься в родном Полоцке, откуда затем перебрался в структуру «Витебска». В 2016 году футболист стал выступать за дублирующий состав витебского клуба. В июле 2017 года был отдан в аренду в «Оршу». Дебютировал за клуб 23 июля 2017 года в матче Кубка Беларуси против солигорского «Шахтёра», выйдя на поле в стартовом составе. Дебютный матч в рамках Первой Лиги сыграл 5 августа 2017 года против пинской «Волны», выйдя на замену на 76 минуте. Закрепиться в основной команде оршанского клуба у футболиста не вышло, оставаясь преимущественно игроком замены, результативными действиями не отличившись. По окончании срока арендного соглашения покинул клуб.

#### Возвращение в «Витебск»
Вернувшись в витебский клуб футболист продолжил выступать за дублирующий состав. В начале второго круга чемпионата футболист стал подтягиваться к играм с основной командой. Дебютировал за клуб, а также в Высшей Лиге, в матче 30 сентября 2018 года против жодинского «Торпедо-БелАЗ», выйдя на замену на 87 минуте. В своём дебютном сезона за клуб сыграл лишь в 2 матчах, в которых появился на поле на последних минутах.
В начале 2019 года футболист продолжил тренироваться с основной командой клуба. Новый сезон начал с четвертьфинального матча Кубка Беларуси 9 марта 2019 года против гомельского «Локомотива». В ответной встрече 16 марта 2019 года футболист вместе с клубом оказался сильнее «Локомотива» и вышел в полуфинал турнира. В своём следующем матче 30 апреля 2019 года в рамках ответной полуфинальной встречи Кубка Беларуси по сумме матчей оказался сильнее минского «Динамо» и вышел в финал. Первый матч в рамках чемпионата сыграл 6 мая 2019 года против «Гомеля», выйдя на замену на 75 минуте. В финале Кубка Беларуси 26 мая 2019 года вместе с клубом уступил титул солигорскому «Шахтёру». Дебютный год за клуб забил 23 июня 2019 года в матче против могилёвского клуба «Дняпро». В июле 2019 года футболист вместе с клубом отправился на квалификационные матчи Лиги Европы УЕФА. Первый матч в рамках еврокубкового турнира сыграл 18 июля 2019 года против финского клуба КуПС. На протяжении всего сезона футболист был одним из основных игроков клуба, чередуя матчи в стартовом составе и со сокамейки запасных.
Новый сезон в клубе начал 21 марта 2020 года с матча против «Городеи», выйдя на поле в стартовом составе. Футболист сразу же стал одним из ключевых игроков основной команды витебского клуба. Первый гол в сезоне футболист забил 7 июня 2020 года в матче против борисовского БАТЭ. В июле 2020 года стало известно о том, что футболист по окончании сезона покидает «Витебск» и переходит в БАТЭ. Всего за сезон футболист отличился 2 забитыми голами и результативной передачей.

### БАТЭ

#### Сезон 2021
В начале 2021 года футболист присоединился к борисовскому клубу. Новый сезон начал с поражения за Суперкубок Беларуси, где уступили солигорскому «Шахтёру» в серии пенальти, однако сам футболист остался на скамейке запасных. Дебютировал за клуб 7 марта 2021 года в четвертьфинальном матче Кубка Беларуси против «Витебска», выйдя на замену на 77 минуте. Первый матч за клуб в чемпионате сыграл 4 апреля 2021 года против «Гомеля», выйдя на поле в стартовом составе. Стал обладателем Кубка Беларуси, однако сам финал футболист пропустил. В июле 2021 года вместе с клубом отправился на квалификационные матчи Лиги конференций УЕФА против батумского «Динамо», однако в обеих встречах против грузинского клуба остался на скамейке запасных. На протяжении сезона преимущественно оставался игроком замены, результативными действиями не отличившись. По итогу сезона стал серебряным призёром чемпионата.

#### Аренда в «Витебск»
В феврале 2022 года футболист на правах арендного соглашения вернулся в «Витебск» до конца сезона, при этом у борисовского клуба оставалась опция досрочно отозвать футболиста назад. Первый матч за клуб сыграл 6 марта 2022 года в рамках четвертьфинала Кубка Беларуси против брестского «Динамо». В ответном матче 12 марта 2022 года брестский клуб оказался сильнее, однако по сумме матчей «Витебск» прошёл дальше. Первый матч в рамках чемпионата сыграл 19 марта 2022 года против «Энергетика-БГУ». Футболист сразу же стал ключевым игроком витебского клуба. В полуфинальных матчах Кубка Беларуси футболист сыграл только в ответной встрече 27 апреля 2022 года против «Гомеля», который по итогу и вышел в финал. Первым результативным действием за клуб отличился 25 июня 2022 года в матче против «Слуцка», отдав голевую передачу. По итогу сезона футболист вместе с клубом закончил чемпионат на предпоследнем итоговом месте и вылетел в Первую Лигу. По окончании срока арендного соглашения покинул клуб.

#### Сезон 2023
В январе 2023 года в пресс-службе борисовского БАТЭ сообщили, что футболист начнёт сезон в другом клубе. Однако затем футболист продолжил тренироваться с основной командой борисовского клуба. Первый матч в новом сезоне футболист сыграл 11 марта 2023 года в рамках ответной встречи четвертьфинала Кубка Беларуси против бобруйской «Белшины», также отличившись своим дебютным забитым голом за борисовчан. Первый матч в чемпионате сыграл 23 апреля 2023 года против брестского «Динамо», выйдя на замену на 66 минуте. По итогу полуфинальных матчей Кубка Беларуси футболист вместе с клубом вышел в финал турнира, обыграв гродненский «Неман». Стал серебряным призёром Кубка Беларуси, где в финале 28 мая 2023 года уступил жодинскому «Торпедо-БелАЗ», однако сам футболист остался на скамейке запасных. В июле 2023 года футболист вместе с клубом отправился на квалификационные матчи Лиги чемпионов УЕФА. Первый матч в рамках еврокубкового турнира сыграл 26 июля 2023 года во втором квалификационном раунде против кипрского «Ариса». По итогам второго квалификационного раунда футболист с клубом по сумме матчей уступил кипрскому «Арису» и отправился выступать в квалификации Лиги Европы УЕФА. В рамках квалификаций Лиги Европы УЕФА вместе с клубом уступил молдавскому «Шерифу» и выбыл в квалификационный раунд плей-офф Лиги конференций УЕФА. В квалификационном раунде плей-офф Лиги конференций УЕФА футболист вместе с клубом уступил по сумме матчей косоварскому «Балкани» и закончил еврокубковую компанию. Первым забитым голом за борисовский клуб в чемпионате отличился 21 октября 2023 года в матче против мозырской «Славии». На протяжении сезона футболист был одним из основных игроков борисовского клуба, отличившись забитым голом и результативной передачей. По итогу сезона футболист вместе с клубом завершил чемпионат на итоговом пятом месте. В декабре 2023 года футболист покинул клуб.

### «Женис»
В феврале 2024 года футболист перешёл в казахстанский клуб «Женис», подписав контракт до конца сезона. Дебютировал за клуб футболист 1 марта 2024 года в матче против столичной «Астаны», выйдя на поле в стартовом составе. В общей сложности провел в чемпионате Казахстана 22 матча.
В январе 2025 года перешел в краснодарскую «Кубань» (Россия, Д3). В июле покинул клуб в статусе свободного агента, проведя 16 матчей и не отметившись результативными действиями. В августе 2025 года стал футболистом «Ислочи».

### В сборной
Выступал за молодёжную сборную Беларуси.
26 февраля 2020 года дебютировал в национальной сборной в товарищеском матче против Болгарии, заменив на 78-й минуте Евгения Шевченко.

## Статистика
| Сезон    | Дивизион | Клуб    | Страна        | Матчи | Голы |
| -------- | -------- | ------- | ------------- | ----- | ---- |
| 2016     | дубль    | Витебск | Флаг Беларуси | 22    | 6    |
| 2017     | дубль    | Витебск | Флаг Беларуси | 7     | 1    |
| 2017 (2) | Д2       | Орша    | Флаг Беларуси | 5     | 0    |
| 2018     | Д1       | Витебск | Флаг Беларуси | 2     | 0    |
| 2019     | Д1       | Витебск | Флаг Беларуси | 17    | 1    |
| 2020     | Д1       | Витебск | Флаг Беларуси | 26    | 2    |